# Clootwijck
Clootwijck is de naam van een landgoed in ontwikkeling dat is gelegen tussen de plaats Almkerk en het Uitwijkse Veld. Het heeft betrekking op een gebied van ongeveer 50 ha. Dit is onderdeel van een groter landgoedontwikkelingsplan, het Clootwijckerbos, dat 210 ha omvat en zich uitsterkt van het Uitwijkse Veld tot de kom van Almkerk.

## Geschiedenis

### Clootwijck
In dit gebied bevindt zich aan de Woudrichemse Weg de Clootwijckhoeve, een monumentale hoeve van het Altenase dwarsdeeltype waarvan het voorste deel uit 1618 en het achterste deel uit 1797. Deze op een stroomrug gebouwde hoeve is in de jaren 80 van de 20e eeuw gerestaureerd en is geklasseerd als rijksmonument.
Reeds vóór 1064 was dit goed in bezit van een tak van de familie Van der Merwede (of: Van der Merwe). In 1204 nam ene Daniël van der Merwede deel aan de inname van Constantinopel. Er is sprake van dat hier in 1381 een soort uithof van een klooster zou zijn gesticht. De Sint-Elisabethsvloed van 1421 verwoestte echter de gebouwen.
Telgen van de familie Van Clootwijcks namen ondertussen hoge posities in: ene Coenrardus van Clootwijck werd omstreeks 1385 abt van de Abdij van Berne; Pieter van Clootwijck (1530-1596) was in de Tachtigjarige Oorlog Prinsgezind en nam de stad Geertruidenberg in, waarop hij schout van deze stad werd. Een aantal grafstenen in de kerk van Geertruidenberg herinneren nog aan een aantal Van Clootwijcks.
In 1618 liet ene Johan van Clootwijck het in verval geraakte huis Clootwijck opknappen en de grachten weer uitdiepen, en werd de kelder en de opkamer verbouwd uitgebreid. Omstreeks 1671 kwam het goed Clootwijck in bezit van de familie Ten Hage. In 1797 werden de grachten gedempt en werd het geheel omgebouwd tot schans in het kader van wat later de Nieuwe Hollandse Waterlinie zou worden. Deze stond bekend als de Schans bij de hoeve Clootwijck. In 1816 werd het goed verkocht aan Pieter Swart, en de familie Swart zou het goed tot 1977 in eigendom hebben. Daarna begon de renovatie van de boerderij. Uiteindelijk kwam het in bezit van de familie Hak, welke vanaf 2000 plannen ontvouwde om hier een landgoed te ontwikkelen.

### Koppelhoeve
De Koppelhoeve is een tweede boerderij in het gebied, daterend uit 1803 en gebouwd op de fundamenten van een voorganger. Hier woonde vanouds de familie Dibbits. Ook deze hoeve werd begin 19e eeuw tot schans verbouwd en tijdens de Eerste Wereldoorlog werd tussen beide hoeven zelfs een loopgraaf aangelegd en werden hier soldaten ingekwartierd.

### Ruilverkaveling
De ruilverkaveling van 1966 heeft veel oude paden en andere landschapselementen doen verdwijnen en een monotoon en grootschalig landbouwgebied geschapen.

## Landgoed
In het te ontwikkelen landgoed, voornamelijk gelegen in de Zandwijkse Polder, worden een aantal landhuizen gebouwd, maar er komen ook bossen (12 ha), halfnatuurlijke graslanden (4 ha), waterpartijen en wandelpaden. Er worden lanen en een hoogstamboomgaard aangelegd. Ook zijn er economische activiteiten, zoals een biologische boomkwekerij, een imkerij en een verzamelcentrum voor startende bedrijven. Bovendien zal 25 ha van het gebied een landbouwbestemming behouden.